# Алексеев, Александр Васильевич (купец)
Алекса́ндр Васи́льевич Алексе́ев (1788—1841) — московский городской голова; купец первой гильдии, потомственный почётный гражданин.

## Биография
Родился 21 ноября 1788 года[по какому календарю?] в семье купца 3-й гильдии Василия Алексеевича Алексеева (1760—1807), который с 1790 года владел канительной серебряной фабрикой в Москве и вместе с братом Семёном торговал в Серебряном ряду в Верхних торговых рядах (купцы 2-й, затем 1-й гильдии).
Вместе с младшим братом Иваном в 1814 году владел одной из самых больших шёлковых мануфактур в Москве.
Александр Васильевич Алексеев был московским городским головой с января 1840 по октябрь 1841 года.
Умер 2 октября 1841 года[по какому календарю?]. Был похоронен на кладбище Новоспасского монастыря.